# 阿尔弗雷德·普莱
阿尔弗雷德·普莱（法語：Alfred Plé，1888年1月9日—1980年3月4日），法国男子赛艇运动员。他曾代表法国参加1920年夏季奥林匹克运动会赛艇比赛，获得男子双人双桨铜牌。